# Adrián López Álvarez
Adrián López Álvarez (født 8. januar 1988 i Teverga) er en spansk fodboldspiller, der spiller som angriber for Deportivo La Coruña udlejet fra FC Porto.

## Karriere
Adrián kom fra Real Oviedos ungdomsakademi, og kom i sæsonen 2005-06 op på førsteholdet, hvor han spillede 26 kampe og scorede 2 mål i Segunda División B den sæson.
I 2006 skiftede han til Deportivo de La Coruña i La Liga. I 2008 og 2009 var han udlejet til henholdsvis Alavés og Málaga CF. Fra sommeren 2009 og to sæsoner frem var han fast mand hos Deportivo. I sommeren 2011 skiftede han til Atlético Madrid. Her var han tilknyttet de følgende tre sæsoner, og var blandt andet med til at vinde det spanske mesterskab i 2014. Han skiftede i sommeren 2014 til FC Porto i den portugisiske liga.
Adrián López repræsenterede Spaniens U/21-fodboldlandshold ved U-21 Europamesterskabet i fodbold 2011, hvor han blandt andet scorede to mål i Spaniens kamp mod Tjekkiet på Viborg Stadion.